# Karl Wittich
Karl Wittich (* 25. Juni 1840 in Berlin; † November 1916 in Dresden) war ein deutscher Historiker. Sein Forschungsschwerpunkt waren Ereignisse und Personen des Dreißigjährigen Kriegs.

## Leben
Wittich erscheint im Titel seiner 1862 in Göttingen erschienenen Abhandlung über die Entstehung des Herzogtums Lothringen bereits mit dem Doktortitel. 1870 erwarb er an der Universität Jena die Venia docendi. Von 1874 bis 1877 war er dort außerordentlicher Professor. Später lebte er in Dresden. In zahlreichen Archiven untersuchte er bis dahin unbeachtete Geschichtsquellen. Ein Hauptinteresse galt der Frage, wer bei der Eroberung Magdeburgs 1631 für den verheerenden Stadtbrand verantwortlich war. Dabei kam er als Protestant entgegen der vorherrschenden protestantischen Geschichtsschreibung zu dem Schluss, dass mit aller historisch erreichbaren Wahrscheinlichkeit Dietrich von Falkenberg der Organisator des Stadtbrandes war, der Tillys und Pappenheims Ziele durchkreuzte.
Wittich veröffentlichte mehrere Monografien, außerdem die ADB-Artikel über Gustav II. Adolf von Schweden, Otto Ludwig von Salm-Kyrburg-Mörchingen,  Gottfried Heinrich zu Pappenheim, Johann Friedrich Struensee, Tilly und Wallenstein.

## Monografien
- Die Entstehung des Herzogthums Lothringen. Göttingen 1862 (books.google.de)
- Die Zerstörung Magdeburgs im Jahre 1631. 1. Hälfte. Dissertation zur Erlangung der Venia Docendi bei der philosophischen Facultät zu Jena. Berlin 1870 (books.google.de)
- Magdeburg. Gustav Adolf und Tilly. 1. Band. Kritische Untersuchungen zur Geschichte des dreissigjährigen Krieges mit Benutzung meistens ungedruckter Quellen. Berlin 1874 (Textarchiv – Internet Archive)
- Struensee. Leipzig 1879 (Textarchiv – Internet Archive)
- Dietrich von Falkenberg, Oberst und Hofmarschall Gustav Adolfs. Ein Beitrag zur Geschichte des dreißigjährigen Krieges. Magdeburg 1892 (Textarchiv – Internet Archive)
- Pappenheim und Falkenberg. Ein Beitrag zur Kennzeichnung der lokalpatriotischen Geschichtsschreibung Magdeburgs. Berlin 1894 (Textarchiv – Internet Archive)